# 佐藤英善
佐藤 英善（さとう ひでたけ、1939年12月18日 - ）は、日本の法学者。専門は行政法。学位は、博士（法学）（早稲田大学・1991年）。早稲田大学名誉教授。

## 来歴・人物
東京都出身。1963年、早稲田大学法学部卒業。早稲田大学大学院修士課程修了。同博士課程退学。早稲田大学助手、早稲田大学講師、早稲田大学助教授を経て、1977年から早稲田大学教授。この間ケルン大学留学（2年間）。1991年、博士（法学）（早稲田大学）。
早稲田大学では、法学部長、常任理事、副総長を歴任。このほか早稲田大学ラグビー蹴球部長、早稲田大学スポーツ振興協議会委員長を務めた。2010年3月、定年により早稲田大学法学部教授を退職。同名誉教授。
2018年秋の叙勲で瑞宝中綬章を受章。

## 研究分野
- 行政法
- 公務員法
- 規制緩和

## 著書
- 『行政法総論』（日本評論社）
- 『経済行政法』（成文堂）
- 『住民訴訟』（学陽書房）
- 『図解・図表 地方公務員法』（敬文堂）

## 編著書
- 『行政手続法』（三省堂）
- 『新地方自治の思想』（敬文堂、2003年）
- 『ネットワーク産業の規制改革』（日本評論社、2002年）

## 共著
- 『住民訴訟』（ぎょうせい、2003年）
- 『注解地方自治法』（第一法規、2003年）
- 『基本法地方自治法』（日本評論社）
- 『基本法地方公務員法』（日本評論社）

## 外部の役職
- 政府：官民交流委員会・会長、中央労働委員・委員、前公務員制度調査会・委員
- 地方：東京都開発審査会・前会長、他幾つかの自治体の法制顧問

## 所属学会
- 日本公法学会
- 日本法社会学会
- 日本公共政策学会